# Pitons du Carbet
Pitons du Carbet är ett bergsmassiv i Martinique. Det ligger i den västra delen av Martinique, cirka 11 km nordväst om huvudstaden Fort-de-France. 

## Toppar
De fem högsta topparna i bergsmassivet är:
- Piton Lacroix (1197 m)
- Morne Piquet (1159 m)
- Piton Dumauzé (1112 m)
- Piton de l'Alma (1107 m)
- Piton Boucher (1069 m)